# Zukva (dokumentarni film)
Zukva je dokumentarni film koji govori o Divanhaninoj turneji Zukva 2016, u okviru koje su ostvarili više od 60 koncerata u više od 50 različitih gradova širom regije i Europe. Eksperimentirajući u glazbi, u svojoj obradi skladbe "S one strane Plive" sevdah su spojili sa zborom. Skladba je pak rađena kao službeni soundtrack za ovaj dokumentarac i ne izvode ju na koncertima. Dokumentarac, turneja i album zovu se po zukvi, autohtonoj vrsti kisele jabuke koja raste isključivo u Bosni i Hercegovini, kao svojevrsnog simbola jakog korijena povijesno-kulturne baštine BiH.
Autori dokumentarnog filma su Neven Tunjić i Nedžad Mušović. Direktori fotografije su Nermin Fetić i Nenad Barbul. Tonska obrada: Borjan Milošević i Neven Tunjić. Kamera: Nenad Barbul, Nermin Fetić, Ivo Lacmanović, Kenan Pašić. Ton: Kenan Pašić. Grafički dizajn: Saša Perić. 
Proizvodnja: Produkcija „Visoki“ za Al Jazeera Balkans.